# パチンコ・パチスロ情報誌
パチンコ・パチスロ情報誌（パチンコ・パチスロじょうほうし）とは、パチンコやパチスロに関する情報の収集を主な対象とする雑誌である。

## 概要
最も古くから存在する攻略雑誌は「パチンコ攻略マガジン」「パチンコ攻略マガジン」だが、実はその前に「パチンコファン」(日本文芸社)と「パチンコマル秘情報」(永岡書店)が存在していた。しかし、内容は攻略情報というより対談やエッセイや業界情報などが多く、しかも文字主体の白黒一色ページが多く、ビジュアル指向で攻略情報主体の「パチンコ攻略マガジン」の勢いに押されるようにこの二誌は消えていった。また、「パチンコ攻略マガジン」が発行された当時はメーカーの協力は殆ど無く、独自で様々な業界人やパチプロと呼ばれていた人達からの情報のみで情報収集を行っていたようである。従って、メーカーからの制約などが全くなかった事から、セット打法などの過激なスクープや業界の裏情報なども書くことが可能であった。メーカー側としては、パチンコに特化したマスコミという存在が如何なる物か認識できずに、何れのメーカーも取材を拒否していたようで、特に“攻略マガジン”という名前に敏感に反応していたようである。その後「パチンコ必勝ガイド」や「パチンコ必勝本」などが発刊されパチンコ業界のマスコミという存在をメーカーが認知するようになった。これを境にして、メーカーの情報規制が始まるようになり、かつてのような過激な攻略情報や解析によるコアな記事が書けなくなった。また、これらの情報誌の他にパチンコホールの集客のために雑誌誌上で活躍しているライターや芸能人などを招いて開催(近年は規制が強まり予告などができなくなっている地域が増えている)されるイベント情報や、ホールの調査や取材をした結果を報じて読者に最新のホール情報を提供する事を目的とした雑誌やフリーペーパーも増加している。
パチンコ・パチスロ情報誌はそれぞれに専属のライターを抱えていて、それらのライターは所属する雑誌の本誌及びDVDの中や各誌のインターネット上での動画サイトで活躍し、更にパチンコ・パチスロ専門チャンネルやメーカーのイベントやホールイベントなどで活躍している。また雑誌編集方針にはそれぞれに異なった特色があり、解析などを行ってコアな攻略情報を提供する「パチンコ攻略マガジン」やバラエティー企画に力を入れている「パチンコ必勝ガイド」と、その中間に位置する「パチンコ必勝本」と各誌がそれぞれに特徴のある編集を行っている。これ以外に、イベント情報を主体としたイベント情報誌(コンビニや書店販売とフリーペーパー)や、パチンコ・パチスロ漫画を主体としたパチンコ・パチスロ漫画誌が存在するが、これらはパチンコ・パチスロ情報誌とは区別される。

## 主な内容
- 最新機種の速報「新機種情報」。編集者達の主観により人気機種となると思われる機種に当たりをつけて、メーカーから提供された情報に加えて独自の取材により得た情報をトップページに特集。
- 最新機種や人気台の大当たり確率やリーチ目などを写真や図や表組みにより配置。
- 各誌独自のバラエティー企画。
- パチンコ・パチスロの専属ライターによるコラム。
- 業界人の業界情報。
- 読者ページ。

## 主なパチンコ・パチスロ情報誌

### パチンコ
- パチンコ必勝ガイド（白夜書房→ガイドワークス）
- パチンコ必勝本プラス（辰巳出版）
- パチンコ極（辰巳出版・スコラマガジン）※不定期刊

### パチスロ
- パチスロ必勝ガイド（白夜書房→ガイドワークス）
- パチスロ必勝ガイドMAX（白夜書房→ガイドワークス）
- パチスロ必勝本（辰巳出版）
- パチスロ極（辰巳出版・スコラマガジン）※不定期刊

### イベント情報誌
- でちゃう!（triple-a 出版）
- じゃんじゃん（発行・プラントピア　発売・双葉社）
- でるネット（エクセル・パブリケーションズ）
- サンスポPSリポート（アドサプライズ）

### フリーペーパー
- カチ遊!?（J&Nコーポレーション）
- ゲッツ!!（クルーコーポレーション）
- サンスポPSリポート（アドサプライズ）
- ジャンバリ（智秀出版）
- パチスタ（Supporto）
- TaSHITE（DMM.com）
- ぱっちGuu（ぱっちGuu）

### DVDマガジン
- パチスロ必勝ガイドDVD（白夜書房→ガイドワークス）※不定期刊
- パチンコ必勝ガイドDVD（白夜書房→ガイドワークス）※不定期刊
- パチンコオリジナル実戦術（白夜書房→ガイドワークス）
- プレミアムリーチ完全攻略DVD（白夜書房→ガイドワークス）※隔月刊
- 超パチンコ完全攻略（白夜書房→ガイドワークス）※隔月刊
- パチンコ激闘伝!実戦守山塾（白夜書房→ガイドワークス）※隔月刊
- 勝激! パチ&スロ必勝塾（ジェイ・ディー・グローブ）

### 休刊・廃刊した雑誌
- パチンコ実戦ギガMAX（白夜書房→ガイドワークス）
- パチンコファン（日本文芸社）
- パチンコマル秘情報（永岡書店）
- パチンコ丸勝情報（竹書房）
- パチスロ攻略の裏（未来インターナショナル）
- パチンコ攻略マガジン（発行・プラントピア　発売・双葉社）
- パチスロ攻略マガジン（発行・プラントピア　発売・双葉社）
- パチスロ攻略マガジンドラゴン（発行・プラントピア　発売・双葉社）
- パチンコオリジナル必勝法スペシャル（辰巳出版）
- パチンコオリジナル必勝法デラックス（辰巳出版）
- パチスロ必勝本DX（辰巳出版）
- 月刊パチマガスロマガ（発行・プラントピア　発売・双葉社）